# Droit Chemin (album)
Albums de Fally Ipupa
Arsenal de Belles Mélodies
(2009)
Droit Chemin est le premier album studio solo du chanteur congolais Fally Ipupa, sorti le 10 juin 2006 sur le label Obouo Music et distribué par Socadisc.

## Genèse
La conception de l'album débute alors qu'il fait toujours partie du groupe Quartier Latin de Koffi Olomidé, il devient le deuxième musicien après le batteur Titina Al Capone à être autorisé à enregistrer un album solo tout en étant un membre actif du groupe mais il est également le premier chanteur à y être autorisé. Il signe en 2006 sur le label Obouo Music du producteur ivoirien David Monsoh, qu'il a connu lorsqu'il faisait encore partie du groupe Talent Latent en 1998. Il le rencontre à plusieurs reprises car David Monsoh fût aussi le producteur exécutif de son mentor Koffi Olomidé sur les albums Effrakata et Affaire d'État paru respectivement en 2001 et 2003, période à laquelle Fally Ipupa était chef d'orchestre du Quartier Latin,.

## Composition et production
Il annonce que son 1er album se nommera Droit Chemin lors d'une interview réalisée en 2005 à son domicile de Kinshasa avec le journaliste Naty Lokolé et qu'il a pris la décision de faire un album solo car il avait déjà plusieurs chansons écrites et composées et qu'il était temps pour lui d'avoir son propre opus.
Plusieurs musiciens faisant partie du Quartier Latin travailleront avec Fally sur cet album tels que les chanteurs Montana Kamenga et Modogo Abarambwa, l'animateur Apocalypse Mobuka, les guitaristes Felly Tyson, Fofo Le Collégien, Ramazani Fulutini, Beniko Popolipo Zangilu, Binda Bass et les batteurs Titina Alcapone et Champion Djikapela Esthétique. Des musiciens ayant travaillé par le passé avec Koffi Olomidé sont aussi présents tels que Maïka Munan ou encore d’autres musiciens proche de Fally ont aussi participé à l’album comme Dede Djasco, Serge Mabiala ou encore Michel Lumana.
Parallèlement à l'enregistrement de son 1er album et étant toujours un membre du Quartier Latin, il participe à l'enregistrement de Danger de mort l'album du groupe auquel il signera un titre nommé Pharmacien.
L'album se compose de 12 titres accompagnés d'un titre bonus, Mioleseke, présent sur le DVD bonus car le CD, étant limité à 80 minutes, ne permettait pas d'ajouter une 13e piste. Il invite en featuring le rappeur français d'origine congolaise Ben-J des Nèg' Marrons sur le titre Sopeka et la chanteuse congolaise Barbara Kanam sur le titre 100% Love. Il se démarque de la généralité des albums congolais en y abordant un style basé sur le ndombolo pour les pistes dansantes tel que : Droit chemin et Bakandja mais aussi la rumba pour les pistes plus douce tel que : Liputa, Attente, Orgasy ou encore Associé (qui fait penser aux rumba congolaise des années 80 du T.P OK Jazz avec les trompettes) et adopte un tempo plus R&B/Pop rarement entendu sur les musiques congolaises sur les titres : Sopeka, Mioleseke, 100% Love et Prince de Southfork.
La totalité de l'album est enregistré et mixé au Studio de la Grande Armée à Paris.

## Clips vidéos
- Droit Chemin, Mioleseke, Liputa et Kidiamfuka, sont dévoilés le 10 juin 2006 sur le DVD accompagnant l'album
- Bakandja, Associé, Sopeka, Attente, Mabele, Naufra-Ketch, 100% Love, Orgasy, Prince de Southfork et Droit Chemin (Remix) sont dévoilés le 21 Mai 2007 sur le DVD de l'intégral des clips

## Critique et succès commercial

### Accueil critique
L'album est aujourd'hui considéré comme l'album ayant lancé la cinquième génération de la musique congolaise et comme un grand classique de la musique congolaise[réf. nécessaire].

### Succès commercial et récompenses
Droit Chemin est l'album le plus vendu de Fally Ipupa en France avec plus de 100 000 exemplaires vendus et est certifié disque d'or en 2007.
L'album lui vaut aussi une récompense aux  Trophées des arts afro-caribéens en tant que Meilleur interprète masculin

## Liste des titres
| 1.    | Droit Chemin                        | 07:58 |
| 2.    | Liputa                              | 08:21 |
| 3.    | Sopeka (featuring Ben-J)            | 07:53 |
| 4.    | Associé                             | 07:59 |
| 5.    | Mabele                              | 06:17 |
| 6.    | Attente                             | 07:01 |
| 7.    | 100% Love (featuring Barbara Kanam) | 03:21 |
| 8.    | Orgasy                              | 07:04 |
| 9.    | Bakandja                            | 07:01 |
| 10.   | Naufra-Ketch                        | 06:04 |
| 11.   | Prince de Southfork                 | 05:28 |
| 12.   | Kidiamfuka                          | 04:59 |
| 79:30 |                                     |       |

| Titres bonus présent sur les DVD bonus | Titres bonus présent sur les DVD bonus | Titres bonus présent sur les DVD bonus | Titres bonus présent sur les DVD bonus | Titres bonus présent sur les DVD bonus | Titres bonus présent sur les DVD bonus | Titres bonus présent sur les DVD bonus | Titres bonus présent sur les DVD bonus | Titres bonus présent sur les DVD bonus | Titres bonus présent sur les DVD bonus |
| No                                     | Titre                                  | Durée                                  |                                        |                                        |                                        |                                        |                                        |                                        |                                        |
| -------------------------------------- | -------------------------------------- | -------------------------------------- | -------------------------------------- | -------------------------------------- | -------------------------------------- | -------------------------------------- | -------------------------------------- | -------------------------------------- | -------------------------------------- |
| 1.                                     | Mioleseke                              | 04:50                                  |                                        |                                        |                                        |                                        |                                        |                                        |                                        |
| 2.                                     | Droit Chemin Remix (featuring Krys)    | 03:36                                  |                                        |                                        |                                        |                                        |                                        |                                        |                                        |
| 84:20                                  |                                        |                                        |                                        |                                        |                                        |                                        |                                        |                                        |                                        |

### Crédits[8]
- Fally Ipupa - arrangements, chant, choeurs, animation, réalisation
- Maïka Munan - arrangements, basse, synthé, réalisation
- Apocalypse Mobuka - animation (Droit chemin, Bakandja)
- Montana Kamenga - chant (Associé)
- Dédé Djasco - chœurs, chant (Associé)
- Modogo Abarambwa- chœurs, chant (Prince de Southfork)
- Luciana Demingongo - chœurs
- Serge Mabiala - chœurs
- Tripason Le Correcteur - chœurs
- Beniko Popolipo - guitare solo/mi-solo
- Felly Tyson - guitare solo/mi-solo
- Fofo Le Collégien - guitare rythmique/mi-solo
- Pathy Moleso - guitare solo/mi-solo
- Ramazani Fulutini - guitare mi-solo
- Binda Bass - bassiste
- Michel Bass Lumana - bassiste
- Titina Alcapone - batterie
- Champion Djikapela - batterie
- Djudjuchet Luvengoka - batterie
- Jimmy Mbonda - congas
- Jean-Marie Bolangasa - congas
- Rubain Synthé - synthé
- Brice Malonga - synthé
- Jimmy Vondo Vele - saxophone ténor (Associé)
- Kabasele Kabert - trompette (Associé)
- Ben - flûte (Kidiamfuka)
- Philippe Guez - programmation
- Mamadou Coulibaly - direction artistique
- Hervé Marignac - ingénieur du son, mixage
- Lionel de Translab - mastering
- David Monsoh - producteur exécutif